# おやすみNMB48
『おやすみNMB48』（おやすみエヌエムビーフォーティーエイト、英語: Good night NMB48）は、2013年（平成25年）4月7日に始まったFM岡山が制作している
岡山県エリア限定ローカルラジオ番組である。NMB48の冠番組。

## 概要
FM岡山のみで放送している15分番組。現在はNMB48の桜田彩叶、塩月希依音がDJを担当している。ほぼ週替わりで企画が変わり、常設されたコーナーはない。

### 沿革
2013年4月7日、高野祐衣と村瀬紗英の2名で番組開始。
2013年7月7日、14日、21日の3週はNMB48の上西恵がゲストで登場し、3人で放送した。
2014年1月19日の放送から高野が欠席し、2月16日の放送まで島田玲奈が代役として出演。番組名も「しまれなとさえぴぃのおやすみNMB48」に変更した。
2015年2月1日の放送から村瀬が欠席し、3月1日の放送まで川上礼奈が代役として出演。番組名も「ゆいぽんとれなぴょんのおやすみNMB48」に変更した。
3月8日の放送で100回を迎えた。3月29日の放送をもって高野が当番組を卒業した。
4月12日の放送から卒業した高野に代わり、谷川が新DJとして出演している。
2017年6月25日の放送を以って村瀬が卒業し、7月9日から新たに城が加わった。
2019年4月28日の放送を以って城が卒業し、5月19日から新たに加藤が加わった。
2019年12月29日の放送を以って谷川が卒業し、2020年1月5日から新たに安田が加わった。
2021年12月26日の放送を以って安田が卒業し、2022年1月9日から新たに本郷が加わった。
2023年6月11日の放送を以って本郷が卒業し、2023年6月18日から新たに桜田が加わった。
2023年7月30日の放送を以って加藤が卒業し、2023年8月6日から新たに塩月が加わった。

## 放送時間
- 毎週日曜日24:00 - 24:15 (2013年10月6日 - )
- 毎週日曜日25:00 - 25:15 (2013年4月7日 - 2013年9月29日)

## パーソナリティ

### 現在
- 桜田彩叶（NMB48、2023年6月18日 - ）
- 塩月希依音（NMB48、2023年8月6日 - )

### 過去
- 高野祐衣（NMB48チームM、2013年4月7日 - 2014年1月12日, 2014年2月23日 - 2015年3月29日）
- 島田玲奈（NMB48チームM、2014年1月19日 - 2014年2月16日）
- 川上礼奈（NMB48チームM、2015年2月1日 - 2015年3月1日）
- 村瀬紗英（NMB48チームM、2013年4月7日 - 2015年1月25日, 2015年3月8日 - 2017年6月25日）
- 城恵理子（NMB48チームBII、2017年7月9日 -2019年4月28日)
- 谷川愛梨（NMB48チームN、2015年4月12日 - 2019年12月29日）
- 安田桃寧（NMB48、2020年1月5日 - 2021年12月26日）
- 加藤夕夏（NMB48、2019年5月19日 - 2023年7月30日）
- 本郷柚巴（NMB48、2022年1月9日 - 2023年6月11日)

## ゲスト
- 倉持明日香（AKB48チームK） - 2013年6月30日（メッセージ出演）
- 上西恵（NMB48チームN） - 2013年7月7日,14日,21日
- 柏木由紀（AKB48チームB） - 2013年10月20日,2014年4月20日（メッセージ出演）
- フレンチ・キス - 2014年10月19日（メッセージ出演）